# Wellesley Islands (öar i Australien, lat -16,57, long 139,35)
Wellesley Islands är en ögrupp i Australien. De ligger i delstaten Queensland, omkring 1 900 kilometer nordväst om delstatshuvudstaden Brisbane. Den största ön i ögruppen är Mornington Island. Sydney Island och ögruppen Forsyth Islands ligger intill ögruppen.